# 北盘江
北盘江，位于中国云南省东部和贵州省西南部，是西江上游左岸支流，发源于云南省沾益区马雄山，于贵州省望谟县蔗香乡的双江口与西江南盘江段相汇。河长456千米，流域面积26357平方千米。

## 干流概况
北盘江发源于云南省曲靖市沾益区北部的马雄山，向北流经宣威市城区，称盘龙河，继续北流至宣威市来宾镇盘龙村转东南流，又称发乐河，至田坝镇米田村右纳亦那河后转东北流，又改称革香河。革香河东北流至田坝镇万家口右纳拖长江后，成为云南和贵州两省的界河。革香河沿两省边界东北流23.2公里至贵州水城县都格乡西北左纳可渡河后转东南进入贵州省境内，始称北盘江。北盘江在贵州境内，东南流经水城县、普安县、六枝特区、晴隆县、关岭布依族苗族自治县、兴仁县、贞丰县和镇宁布依族苗族自治县等县市，最后沿着望谟县与册亨县边界，至望谟县蔗香乡西南的双江口与南盘江相汇。河长456公里。西江南盘江段与北盘江相汇后，称为红水河。

## 流域概况
北盘江流域面积26357平方公里，大部分位于贵州省境内。流域地处云贵高原东翼，流域内地形起伏大，海拔一般在500～1500米之间。河道多穿行于峡谷中，河流坡降大。中游贵州水城县境内的北盘江大峡谷和关岭县境内的花江大峡谷已开发成著名景点。著名的黄果树瀑布就位于北盘江的一条二级支流上。此外流域内岩溶发育，多地下河。北盘江流域水土流失较为严重，是珠江流域泥沙的主要来源地区。流域内富水力和煤炭资源。
北盘江流域面积大于1000平方千米的支流有亦那河、拖长江、可渡河、乌都河、月亮河、麻沙河、打邦河、红辣河、大田河9条，以可渡河为最大。

## 主要桥梁
- 北盘江第一桥

2018年获得吉尼斯世界纪录认证，是世界第一高桥